# Proteste gegen die Zweite Amtszeit von US-Präsident Donald Trump seit seiner Wiederwahl 2024
Die Wiederwahl von US-Präsident Donald Trump im Jahr 2024 löste in den USA und vielen anderen Ländern umfassende Proteste aus.
Demonstrationen wurden organisiert, um gegen Versprechen zu protestieren, die Donald Trump während seines Wahlkampfs 2024 gemacht hatte, sowie gegen Vorschläge zu innen- und außenpolitischen Themen und gegen Entscheidungen und Maßnahmen, die er seitdem unterzeichnet hat. Ein weiterer zentraler Anlass der Proteste ist das Kabinett seiner zweiten Amtszeit, insbesondere Elon Musk und Robert F. Kennedy Jr., wegen ihrer erklärten Ziele und Handlungen vor und während der Präsidentschaft. Die Proteste richten sich auch gegen das Project 2025, ein politischer Plan zur Umgestaltung der US-Bundesregierung und zur Konsolidierung der Exekutivgewalt zugunsten einer rechtsgerichteten Politik.
Während viele Proteste von bereits bestehenden Organisationen angeführt wurden, gab es auch ein hohes Maß an Beteiligung und Organisation durch die breite Öffentlichkeit. Aktionen fanden zudem im Rahmen unpolitischer Ereignisse wie dem Super Bowl statt.

## Proteste in den Vereinigten Staaten

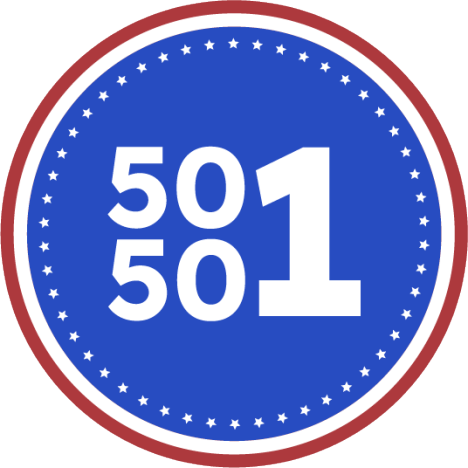
Logo der 50501-Protestbewegung.

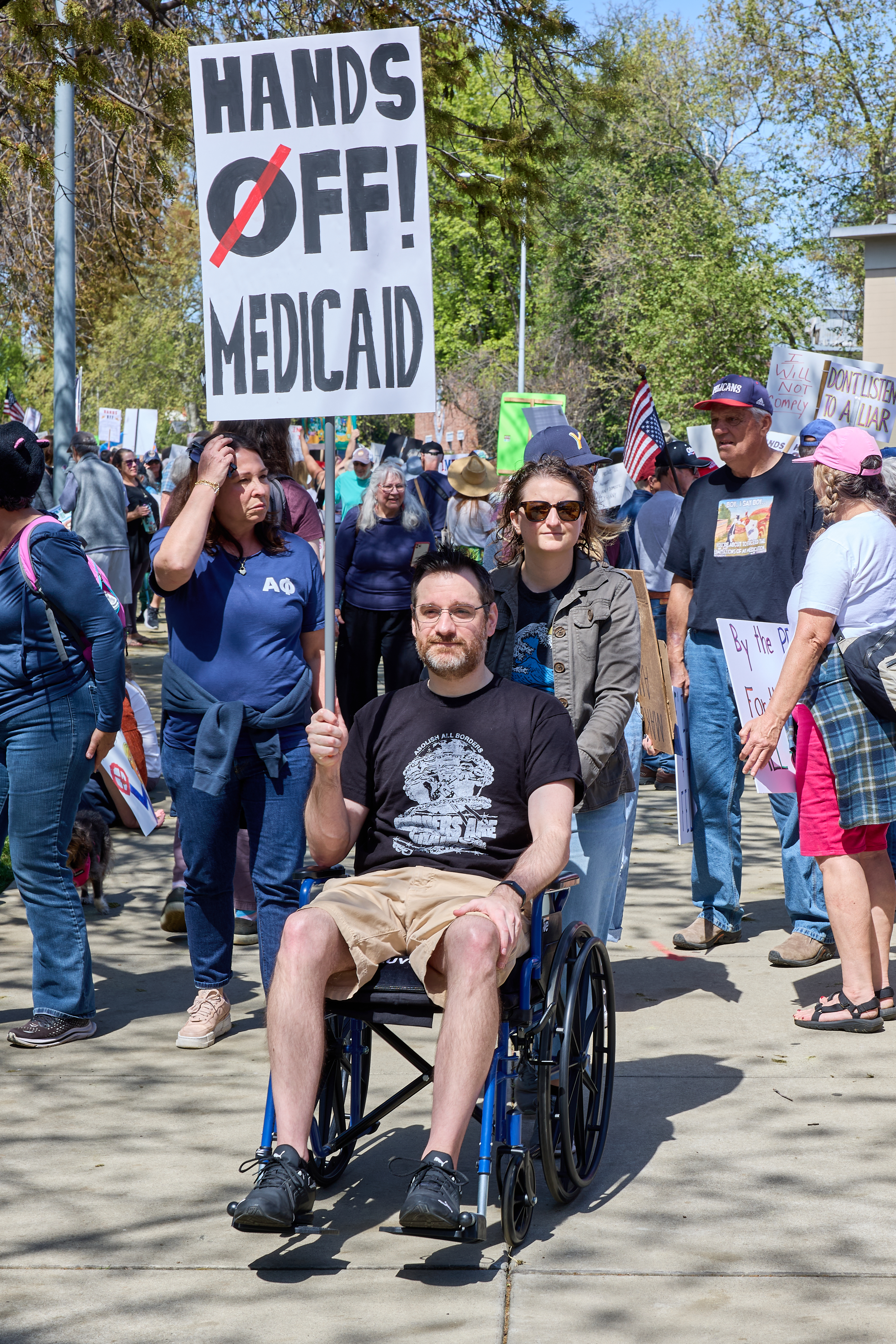
Hands Off! Demonstration in Chico, Kalifornien, am 5. April 2025

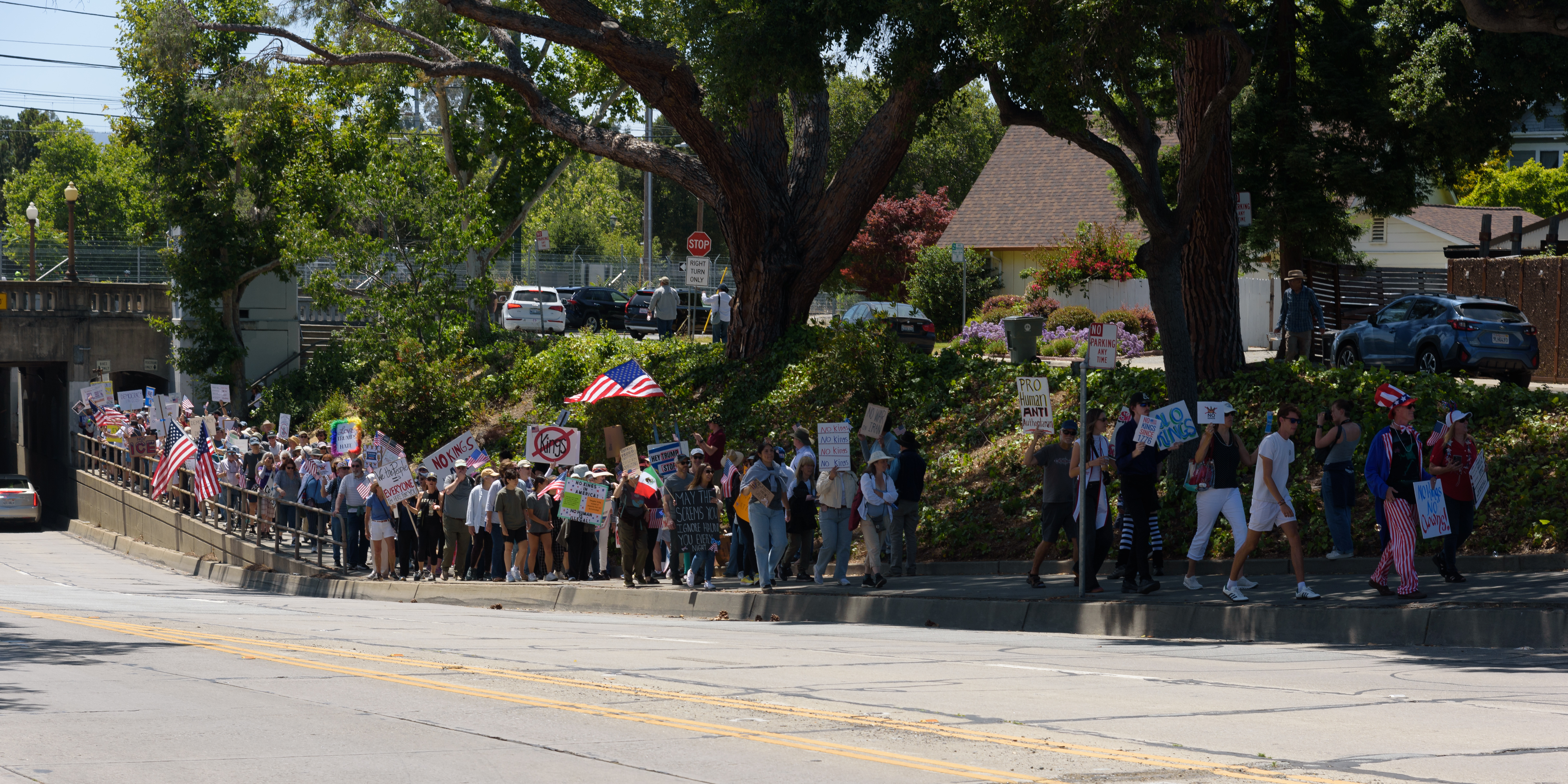
„No Kings“-Proteste in Palo Alto am 14. Juni 2025

Ein 50501-Protest gegen Trump fand am 17. Februar 2025 in Columbus, Ohio, statt.
Demonstrierende versammelten sich in San José und Berkeley, Kalifornien, um gegen beide großen US-Parteien zu protestieren. Eine Anti-Trump-Kundgebung wurde am Abend nach der Wahl in der Innenstadt von Cleveland, Ohio, abgehalten. Sie dauerte etwa eine Stunde, bevor sich die Demonstranten zerstreuten. Weitere Proteste fanden noch in derselben Nacht in Chicago (Illinois), New York City (New York) und Philadelphia (Pennsylvania) statt, wobei Demonstranten vor dem Trump International Hotel and Tower in Chicago riefen: „Donald Trump, du faschistischer Clown.“
Die American Civil Liberties Union (ACLU) veröffentlichte am Tag nach Trumps Wahlsieg eine Erklärung, in der sie ankündigte, weiterhin gegen Trumps Rhetorik und ungesetzliche Pläne – wie etwa die Massendeportationen im Rahmen von „Project 2025“ – zu kämpfen.
Im Januar 2025 fand in mehreren Städten landesweit der People’s March statt.
Der Tag ohne Einwanderer wurde im Februar 2025 in zahlreichen Städten begangen. Tausende Menschen protestierten gegen die Massendeportation illegaler Einwanderer in Südkalifornien und Dallas während Trumps zweiter Amtszeit – darunter in Los Angeles, wo Demonstrierende alle Fahrbahnen des U.S. Highway 101 blockierten, was zu einem „massiven Verkehrschaos“ führte.
Am 5. Februar 2025 fanden landesweit Proteste gegen Trump, Elon Musk und „Project 2025“ statt. Die Proteste wurden unter dem Namen 50501 – kurz für „50 Proteste, 50 Bundesstaaten, ein Tag“ – organisiert und fanden überwiegend vor den Kapitolsgebäuden der Bundesstaaten statt, einige auch in anderen Städten.
Am 9. Februar marschierten über 1000 Demonstrierende durch die Innenstadt von San Diego. Der Protest endete mit einer Mahnwache in der St. Joseph Kathedrale, die 900 Personen fasst. Jede Kirchenbank war gefüllt. Der kürzlich zum Erzbischof von Washington (DC) gewählte Kardinal Robert McElroy leitete die Mahnwache am Nachmittag, die sich auf den Schutz von Migranten konzentrierte. Die überwiegend lateinamerikanisch geprägte Demonstration wurde von dem US-Abgeordneten Juan Vargas begleitet.
Am selben Tag trat Kendrick Lamar während der Halbzeitshow des Super Bowl LIX in New Orleans, Louisiana, auf, um gegen Trumps Anwesenheit beim Super Bowl und dessen Politik zu protestieren.
Am 17. Februar versammelten sich erneut Protestierende im Rahmen eines weiteren 50501-Protests. Dieser wurde „Not My Presidents Day“ genannt – ein Verweis auf den Umstand, dass der Protest am offiziellen Presidents’ Day stattfand. Die Demonstrationen fanden sowohl in Landeshauptstädten als auch in anderen Städten statt.
Auch die „Economic Blackout Boykott“ sowie „Stand Up for Science 2025“-Proteste wurden organisiert.
Am 5. April fanden unter dem Namen Hands Off die bislang größten eintägigen Proteste statt – mit über 1300 Veranstaltungen in allen 50 Bundesstaaten und mehreren Ländern weltweit.
Dieser Rekord wurden durch die „No Kings“-Proteste am 14. Juni 2025 als Reaktion auf eine US-Militärparade an Donald Trumps 79. Geburtstag abgelöst. Über 2.000 Demonstrationen mit mehreren Millionen Teilnehmern, aber auch internationalen Demonstrationen fanden statt.

## Proteste in anderen Ländern
Kurz nachdem Trump als Wahlsieger feststand, begannen internationale Proteste gegen ihn. Die erste bekannte Aktion war von Aktivisten der Gruppe Just Stop Oil, die orange Farbe auf die amerikanische Botschaft in London sprühten.
Am 24. Dezember 2024 wurde vor der US-Botschaft in Panama-Stadt gegen Trumps Drohung protestiert, den Panamakanal zurückzunehmen. Demonstrierende bezeichneten ihn als „Staatsfeind“ Panamas.
Am Tag von Trumps Amtseinführung kam es zu Protesten in London, Brüssel, Mexiko-Stadt, Tijuana, Panama-Stadt und Manila.
Im Zuge des Handelskriegs zwischen den USA und Kanada/Mexiko im Jahr 2025 pfiffen kanadische Sportfans bei NHL- und NBA-Spielen regelmäßig die US-Hymne „The Star-Spangled Banner“ aus, wenn sie gespielt wurde.
Am 15. Februar versammelte sich die Bewegung „Tell Trump to Toque Off“ vor der US-Botschaft in Ottawa und den US-Konsulaten in ganz Kanada – aus Solidarität mit den Amerikanern und als Zeichen des Protests gegen Trumps Zölle und seine Aussagen über Kanada als „51. Bundesstaat“. Am selben Tag fand auch die Kundgebung „Canada First“ statt, um Trumps Aussagen zu verurteilen.
Auch im Vereinigten Königreich kam es zu mehreren Protesten gegen Tesla Inc., das sich im Besitz von Musk befindet – darunter die Beschädigung eines Werberoboters von Tesla Optimus durch Aktivisten der Gruppe Just Stop Oil. Ein prominenter Unterstützer dieser Proteste ist der Schauspieler Alex Winter.

## Proteste gegen das Kabinett
Am 3. Februar versammelten sich Demonstrierende vor dem Amt für Personalverwaltung der Vereinigten Staaten, um die Berufung Elon Musks in ein Regierungsamt als Staatsstreich zu bezeichnen.  Zahlreiche bekannte Persönlichkeiten – darunter Politiker wie Jared Golden und Chuck Schumer – äußerten ihre Ablehnung gegenüber Musk als nicht gewähltem Beamten. Yassamin Ansari erklärte: „Nie in meinen kühnsten Träumen hätte ich mir vorstellen können, dass wir in den Vereinigten Staaten von Amerika im Jahr 2025 miterleben würden, wie ein nicht gewählter Milliardär wie Elon Musk – gemeinsam mit Oligarchen und anderen nicht gewählten Personen – die vollständige Kontrolle über unsere Bundesregierung übernimmt.“